# 세이빙 MR. 뱅크스
《세이빙 MR. 뱅크스》(Saving Mr. Banks)는 2013년에 개봉한 전기 시대극 코미디 드라마 영화로, 존 리 행콕이 감독을, 켈리 마셀과 수 스미스가 각본을 맡았다. 1964년 영화 《메리 포핀스》의 제작 과정을 다루고 있는 이 영화는 에마 톰프슨이 작가 P. L. 트래버스 역을, 톰 행크스가 영화 제작자 월트 디즈니 역을 연기했으며, 그 밖에 폴 지어마티, 제이슨 슈워츠먼, 브래들리 휫퍼드, 콜린 패럴 등이 조연으로 출연했다. 트래버스의 소설 《메리 포핀스》에 나오는 아버지 인물 이름에서 제목을 따온 이 영화는 디즈니가 소설에 대한 각본·제작 권리를 얻기 위해 1961년 로스엔젤레스에서 진행한 2주간의 회의를 묘사하고 있다.
이센셜 미디어 엔터테인먼트와 BBC 필름스가 《세이빙 MR. 뱅크스》 초기 제작을 하던 중 2011년 제작자 앨리슨 오언이 저작권 요소 사용 승인을 위해 월트 디즈니 픽처스에 접촉하였다. 영화 소재에 관심을 갖게 된 디즈니는 영화 각본과 제작 권리를 획득하였다. 본 촬영은 다음해인 2012년 9월에 시작되어 11월에 완료됐다. 촬영 대부분은 남부 캘리포니아 지역에서 진행되었으며 특히 영화 서사가 진행되는 배경 장소인 버뱅크 월트 디즈니 스튜디오에서 이루어졌다.
《세이빙 MR. 뱅크스》는 2013년 10월 20일 BFI 런던 영화제에서 첫 상영되었고, 같은 해 영국에서 11월 29일부터, 미국에선 12월 13일부터 극장에 걸리기 시작하였다. 개봉 후 영화는 연기, 각본 및 삽입 음악을 향한 찬사와 더불어 긍정적인 평가를 받았다. 톰프슨은 영국 아카데미 여우주연상, 골든 글로브상, 미국 배우 조합상, 크리틱스 초이스 영화상 등에 후보 지명되었고, 작곡가 토머스 뉴먼은 아카데미 음악상 후보에 올랐다. 영화는 월드와이드 박스 오피스에서 1억 1790만 달러의 수익을 거두며 상업적 성공도 거두었다.

## 줄거리
1961년. 월트 디즈니는 20여 년 전 딸들에게 메리 포핀스 영화를 만들겠다고 약속한 이래 영화화 권리를 얻으려고 애써왔다. 작가 패멀라 "P. L." 트래버스는 에이전트 권유로 월트 디즈니를 직접 만나게 된다.
각본가 돈, 송라이터 리처드와 로버트 형제 등 창작팀과 월트 디즈니는 까다로운 패멀라가 부리는 종잡을 수 없는 고집들, 그중에서도 아버지 조지 뱅크스란 인물을 잔인하게 묘사하지 말라는 요구 사항이 과거 사연에서 기인했음을 이해하게 되면서 원안을 수정해나간다. 패멀라의 아버지 트래버스는 알코올 의존증으로 인해 끝없이 일자리를 잃은 끝에 어머니가 자살 시도까지 하게 몰아갔으며 결국 패멀라가 일곱 살 때 결핵으로 사망하였으나 다정한 성격으로 패멀라가 깊이 사랑한 대상이기도 했다. P. L. 트래버스도 아버지 이름에서 따온 필명이었다. 한편 주인공 메리 포핀스는 아버지 사망 직전부터 함께 살았던 엄격한 이모에 기초한 인물이었다.
패멀라가 메리 포핀스와 깊이 연결돼있는 유년기 기억 탓에 복잡한 감정 상태를 겪으면서 메리 포핀스 영화화는 거의 무산될 뻔 한다. 그러나 월트 디즈니는 예술이 지닌 치유의 힘을 설파하고 과거에 겪은 낙심이 현재를 지배하게 두지 말자고 말한다. 결국 패멀라는 영화화 권리를 승인하고, 영화가 초연된 1964년 새로운 메리 포핀스 소설 집필에 들어간다.

## 출연
- 에마 톰프슨 - 패멀라 "P. L." 트래버스 역
  - 애니 로즈 버클리 - 7살 P. L. 트래버스 역
- 톰 행크스 - 월트 디즈니 역
- 콜린 패럴 - 트래버스 로버트 고프 역
- 루스 윌슨 - 마거릿 고프 역
- 폴 지어마티 - 랠프, 리무진 운전수 역
- 브래들리 휫퍼드 - 돈 대그라디 역
- 제이슨 슈워츠먼 - 리처드 M. 셔먼 역
- B. J. 노백 - 로버트 B. 셔먼 역
- 캐시 베이커 - 토미 역
- 멜러니 팩슨 - 돌리 역
- 레이철 그리피스 - 엘리 이모 역
- 로넌 바이버트 - 더매드 러셀 역
- 크리스토퍼 카이어 - 딕 밴다이크 역
- 빅토리아 서머 - 줄리 앤드루스 역